# Метце, Карин
Карин Метце (нем. Karin Metze; род. 21 августа 1956, Майсен, Майсен, Дрезден, ГДР), в замужестве Ульбрихт (нем. Ulbricht) — немецкая гребчиха, выступавшая за сборную ГДР по академической гребле во второй половине 1970-х — первой половине 1980-х годов. Двукратная олимпийская чемпионка, дважды чемпионка мира, победительница многих регат национального и международного значения.

## Биография
Карин Метце родилась 21 августа 1956 года в городе Майсен, ГДР. В детстве серьёзно занималась волейболом, но в 1973 году по совету тренера решила перейти в академическую греблю. Сначала тренировалась в местном клубе, позже проходила подготовку Дрездене в спортивном клубе «Айнхайт Дрезден», где её наставниками были именитые специалисты Рихард Векке и Дитер Гран.
Благодаря череде удачных выступлений удостоилась права защищать честь страны на летних Олимпийских играх 1976 года в Монреале — совместно с Габриеле Лос, Бианкой Шведе, Андреа Курт и рулевой Забине Хес завоевала золотую медаль в программе распашных рулевых четвёрок.
После монреальской Олимпиады Метце осталась в составе гребной команды ГДР и продолжила принимать участие в крупнейших международных регатах. Так, в 1977 году она в восьмёрках одержала победу на чемпионате мира в Амстердаме.
В 1979 году побывала на мировом первенстве в Бледе, откуда так же привезла награду золотого достоинства, выигранную в восьмёрках.
Находясь в числе лидеров восточногерманской национальной сборной, Карин Метце благополучно прошла отбор на Олимпийские игры 1980 года в Москве — в составе команды, куда также вошли гребчихи Мартина Бёслер, Керстен Найссер, Кристиане Кёпке, Биргит Шюц, Илона Рихтер, Марита Зандиг, Габриеле Кюн и рулевая Марина Вильке, заняла первое место в распашных рулевых восьмёрках, завоевав тем самым вторую золотую олимпийскую медаль.
Участвовала в чемпионате мира 1981 года в Мюнхене, однако здесь попасть в число призёров не смогла, показав в восьмёрках лишь пятый результат.
В 1982 году получила бронзу в восьмёрках на мировом первенстве в Люцерне. Год спустя в той же дисциплине повторила это достижение на аналогичных соревнованиях в Дуйсбурге.
За выдающиеся спортивные достижения награждалась орденом «За заслуги перед Отечеством» в серебре (1976, 1980) и бронзе (1984).